# ケストレル (ロケットエンジン)

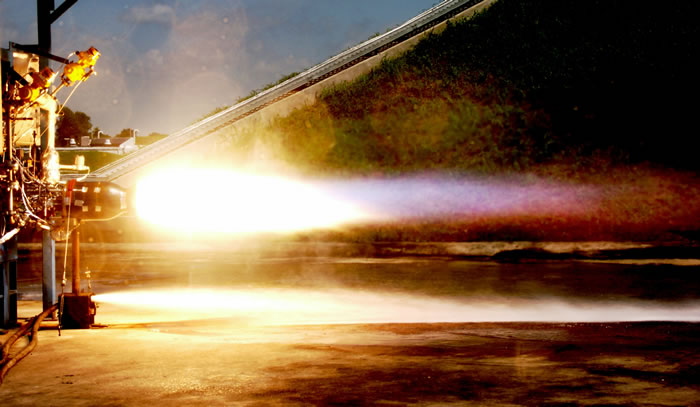
試験中のケストレル

ケストレル (Kestrel) とは、アメリカの民間企業スペースX社が開発したロケットエンジンである。推進剤としてはケロシンのRP-1と液体酸素の組み合わせを使用し、ファルコン1ロケットの上段用エンジンとして使用されていた。

## 技術的特徴
ケストレルはマーリンエンジンと共通したピントル構造を中心に設計されているが、マーリンのようなターボポンプは装備せず、タンクの加圧によって推進剤を送り出す単純な圧送式サイクルを採用している。
ケストレルの燃焼室とスロート（ノズルの付け根のくびれた部分）はアブレーション冷却式で、高張力のニオブ合金製のノズルは放射冷却式である。金属としてのニオブは炭素繊維強化炭素複合材料と比較してクラッキング耐性が高く、スペースX社によると、ノズルに分離時にロケットの下段やデブリが衝突し損傷を与えたとしても、エンジンの性能に有意な影響は出ないとされる。アブレーション材とニオブの境界に取り付けられたチタン製熱交換器によってヘリウムによる推進剤の加圧の効率を高めている。
エンジンの上部に設けられた電気機械式アクチュエーターによってピッチとヨーの推力偏向を行う。ロール制御と（慣性飛行中の姿勢制御）にはヘリウムのガススラスターを使用する。
エンジンはトリエチルアルミニウムとトリエチルボランを利用した自然発火システムによって複数回の再点火が可能となっており、複数のペイロードを搭載した飛行では、それぞれの衛星を異なった高度・傾斜角に投入できる。

## ケストレル 2
ファルコン1の新設計の2段目で使用するためにケストレル2と呼ばれる改良型の開発が進められていた。2009年にファルコン1は開発凍結となり、ファルコン9 v1.0に置き換えられたため、ケストレル2が実際の飛行で使用されることはなかった。
新しいエンジンでは、耐久性や比推力の向上、重量の低減が図られた。加圧供給式の設計を継承したが、ファルコン1の2段目で使用された2014アルミニウム合金ではなくアルミニウム-リチウム合金である2195を使用する新設計の2段目用として計画された。エンジンの変更箇所には一貫性を高めるために公差を厳しくし高比推力と軽量化が含まれた。